# 生気論
生気論（せいきろん、英: Vitalism(英語)）は、「生命に非生物にはない特別な力を認める」とする学問である。生気説、活力説、活力論とも呼ばれる。
- 生命現象には物理学及び化学の法則だけでは説明できない独特の原理があるとする説[1]。
- 生命現象の合目的性を認め、その合目的性は有機的過程それ自体に特異な自律性の結果であるとする説[2]。
- 動植物などの営みには、西洋の近代科学が生み出した“物理法則”や“化学法則”などといったものでは扱いきれていない、何らかの非物質的側面（最近では情報等々と認識されているもの）が関わっていると指摘している説。などを指す。

## 概説
科学史的に見ても、重要な論・立場である。一般的には機械論と対立してきたとされている。非生物と比較して、動植物などの生命だけに特有な力を 認める/認めない という点での対立である。
現代生物学は基本的に唯物論的・機械論的な立場を採用しており、生気論は認められていない。
現代の科学者はしばしば「過去の誤った理論」などと見なしている。
ただし、一見すると生気論は古い考え方と思われがちだが、生命を情報という観点からとらえる現代生物学は、むしろこの生気論に近い考え方になってきているとも言えると指摘されている。

## 歴史

### 古代ギリシア
古代ギリシアの伝統ではプネウマ (pneuma) 或いはプシュケー (psyche) という語は息という語源を持ち、身体を動かすもとをなすと考えられた。
古代ギリシアのヒポクラテスやアリストテレス、ガレノスらそれに影響を受けながらも独自に学説を発展させた。
例えばヒポクラテス（紀元前460年 - 紀元前377年）はエンペドクレスのいわゆる四大元素説から人間の気質を規定する四体液説を唱えた。黒胆汁、黄胆汁、血液、粘液があり、それらの体液の割合により人の気質が決定されているとするものである。
アリストテレス（前384 - 前322）は、可能性としての質料から現実的な形相が実現しているとする発生論を説き、それを実現させる要素を「エンテレケイア」もしくは「エネルゲイア」と呼んでいた。彼は、鉱物、植物、産卵性動物、哺乳類、ヒトという無生物-生物の配列・階層を考えていた。そして、生物に関しては3種類のプシュケーを想定し、植物には「植物プシュケー」、動物には「動物プシュケー」、人間には「理性プシュケー」が備わっているとした。
ガレノス（129年頃 - 200年頃）は解剖学や生理学の観察から、生気は自然精気、生命精気、動物精気の三形態をとると説いた。
彼らの学説は、西洋における生気論の源流であり、生物は何らかの目的を持って創られたという推測を前提としていた。

### 近世ヨーロッパ
ウィリアム・ハーヴィー (1578 - 1657) や、J.T.ニーダムも生気論的後成論を述べた。
17世紀のフランスの哲学者ルネ・デカルトは、自著『情念論』(Passions de l'âme, 1649) において、「松果腺からの動物精気が神経を動かし感情が生じる」とした。
化学者ゲオルク・エルンスト・シュタール (1659 - 1734) は、「無機物から有機物を合成できるのは生物のみであり、それは体内の生気が必要であるからだ」と提唱した。これは生気論の根拠として重要視された。
ブルーメンバッハは『形成衝動』(1781) において、生物の形態が物理・化学的な素材や力学的作用因だけでは生まれないとし、生命特有の因子があるとした。

#### 生気論への反論
有機物の合成
シュタールの説に対しては、「1828年のフリードリヒ・ヴェーラーによる尿素の合成をはじめとして化学技術の発展により多くの有機物が人工的に生体外で合成できるようになった」ということを生気論の否定と関連づける説明文が初学者向けの教科書などでしばしば見られる。だが、実際に歴史を詳しく調べると、ヴェーラー自身は、自身の尿素合成は無機物からの合成ではないという一部の人の主張を認め、生気論の考えを否定しようとはしなかったという。
生理機能
また医学の分野では1861年にルイ・パスツールが『自然発生説の検討』によって生物の自然発生説を完全否定した。（1590年のハンス・ヤンセン、ツァハリアス・ヤンセン親子により発明された顕微鏡により1672年、アントニー・ファン・レーウェンフックが微生物を発見し）ロバート・コッホによって1876年に炭疽菌が発見され、その病原性の証明から始まった微生物病原説が成立。また解剖学や生理学により様々な器官の機能が解明された。それらにより生理機能のうち生気論によらず説明できるものが増え、医学における生気論もゆらぎはじめた。
合目的性
チャールズ・ダーウィン (1809 - 1882) などによって提唱された自然選択による進化の概念は生気論に衝撃を与えた。自然選択説は人を含め現存する多様な生物が何らかの目的をもって創造されたのではなく、また生物が持つ合目的的な器官や行動の形質の存在も、物理的・自然主義的に説明することができる。このように、物理学的な説明が可能である場合は、それが採用されるようになった。

### 新生気論
ハンス・ドリーシュ (Hans Adolf Eduard Driesch, 1867 - 1941) は、機械論的立場からウニの初期発生の実験的分析に熱中していたが、ウニ卵が1個の全体として著しい調節能力を持っていることを見て、これの説明にdynamic teleology（動的目的論）が不可避であると認めた。ウニの胚を二分割する実験の結果を踏まえて、自著『有機体の哲学』 (1909) において全体の、形態を維持する「調和等能系」の概念を提示し、これの作用因は「エンテレヒー」である、とした。この生命現象がもつ全体性などを根拠にした論は、ネオヴァイタリズム（新生気論）と呼ばれている。
だが学会では機械論が多数派で、この「エンテレヒー」の概念は大きな波紋を呼び、ドリーシュの説は徹底的に批判された。
それでも、この新生気論は20世紀前半の各国の生命論に影響を与えた。例えば日本を例にとると、1932年に出版された『岩波講座生物学』の中の戸坂潤の「生物学論」は、主にドリーシュの説に沿ったものだった。
ドリーシュとほぼ同時代に生気論的見解を述べた学者にはG.WolffやJ.Reinkeなどがいる。

#### 新生気論への攻撃
その後、ウィーン・シカゴ学派は、このドリーシュの説を徹底的に攻撃した。1966年のカルナップの著作『物理学の哲学的基礎』にはドリーシュとの論争の様子が回顧されている。
フランスの分子生物学者ジャック・モノ (Jacques Lucien Monod, 1910 - 1976) も自著においてドリーシュの説を否定した。イギリスの分子生物学者フランシス・クリック (Francis Harry Compton Crick, 1916 - 2004) も自著においてドリーシュの説を否定した。一般に、生物学は機械論の立場を採用しており、生気論は認められていない。

### サイコヴァイタリズム
ドリーシュのエンテレヒーという概念ではなく、心的要因を原理とする説も唱えられた。これはpsychovitalism サイコヴァイタリズム（心的ヴァイタリズム）という。

## 関連文献
- 米本昌平、「生気論とは何であったか」 『科学基礎論研究』 1978年 13巻 4号 p.163-169, doi:10.4288/kisoron1954.13.4_163